# Samantha Stosur
Samantha Stosur (ur. 30 marca 1984 w Brisbane) – australijska tenisistka o polskich korzeniach, była liderka światowej klasyfikacji deblistek, zwyciężczyni wielkoszlemowego US Open 2011 oraz finalistka French Open 2010 w grze pojedynczej, zwyciężczyni czterech turniejów wielkoszlemowych w deblu i trzech w mikście. Australijka jest ponadto dwukrotną triumfatorką turnieju mistrzyń w grze podwójnej i reprezentantką kraju w rozgrywkach Pucharu Federacji oraz Pucharu Hopmana.
W 2022 roku poinformowała o zakończeniu kariery singlowej.

## Kariera zawodowa

### 1999–2001
W październiku 1999 roku Stosur wystąpiła w swoim pierwszym turnieju ITF w australijskim Kooralbyn, gdzie w pierwszej rundzie przegrała z Lisą McShea. Kilka pierwszych turniejów zagrała jedynie w grze pojedynczej. W grze podwójnej po raz pierwszy wystartowała w mieście, w którym mieszka – Gold Coast w parze z Melissą Dowse. W styczniu 2000 Australijka po raz pierwszy grała w eliminacjach do zawodowej imprezy, a był to wielkoszlemowy turniej Australian Open w Melbourne. Przegrała w pierwszej rundzie. W styczniu 2001 po raz kolejny próbowała swoich sił w eliminacjach turniejowych (w Gold Coast oraz Australian Open), ale i tym razem nieudanie. 18 marca wygrała swój pierwszy turniej ITF w grze podwójnej w Benalla ze swoją rodaczką, Monique Adamczak. Tydzień wcześniej grała w finale ITF w Warrnambool. Po półrocznej przerwie zagrała w japońskim Kugayama, dochodząc do finału singla i debla. Od tej pory coraz częściej wygrywała turnieje Międzynarodowej Federacji Tenisowej.

### 2002
Jako 261 zawodniczka na świecie otrzymała dziką kartę do turnieju zawodowego w Mondial Australian Women’s Hardcourts w 2002 i to był jej profesjonalny debiut. Przegrała w pierwszej rundzie z Anastasiją Myskiną, podobnie jak w grze podwójnej z Evie Dominikovic. Zadebiutowała z dziką kartą w Australian Open – w pierwszej rundzie uległa Grécie Arn. W sezonie nie startowała później w imprezach zawodowych, ograniczając się do występów w turniejach ITF. Tam odnosiła znacznie większe sukcesy w deblu niż w singlu.

### 2003
Po porażce w pierwszej rundzie w Gold Coast w 2003, doszła do trzeciej rundy Australian Open, eliminując Conchitę Martínez w pierwszej rundzie, a ulegając Danieli Hantuchovej. W deblu odpadła w pierwszej rundzie. Kolejne jej występy to pierwsza runda w Regions Morgan Keegan Championships and the Cellular South Cup (po kwalifikacjach) i Wimbledonie (przegrała z Lindsay Davenport), kilkakrotnie nie przeszła kwalifikacji. Z Alicią Molik w drugiej rundzie w Londynie przegrały z siostrami Williams.

### 2004
Rok 2004 zakończyła w gronie stu najlepszych tenisistek świata. Osiągnęła pierwszy turniejowy półfinał w Gold Coast, pokonując Meghann Shaughnessy, wkrótce także ćwierćfinał w Acapulco i Seulu, gdzie przegrała z Mariją Szarapową. W swoich dwóch meczach singlowych na Melbourne Park ustanowiła rekord turnieju w szybkości kobiecego serwisu, wynoszący 193 km/h. Po raz pierwszy w karierze zagrała we wszystkich turniejach wielkoszlemowych. 12 kwietnia sklasyfikowana na 97 miejscu rankingu, po raz pierwszy na miejscu dwucyfrowym. Poniosła porażkę na igrzyskach olimpijskich w Atenach, kończąc występy w grze pojedynczej i podwójnej na pierwszej rundzie (partnerką deblową była Nicole Pratt).

### 2005
W roku 2005 wygrała pierwsze siedem turniejów deblowych w zawodowej karierze (w tym wielkoszlemowy US Open). Finały w Gold Coast i Sydney na początku roku dały jej prowadzenie w rankingu Champions Race, tuż przed rozpoczęciem Australian Open wdarła się do czołowej pięćdziesiątki rankingu tenisistek WTA. Zdobyła tytuł gry mieszanej w Melbourne. Z Bryanne Stewart wygrała pierwsze turnieje deblowe w Sydney i Amelia Island, w kolejnej części sezonu jej deblową partnerką została Lisa Raymond. Razem z Raymond wygrały turniej mistrzyń pod koniec sezonu.

### 2006
W 2006 roku razem z Raymond Samantha zdobyła drugi wielkoszlemowy tytuł w deblu na kortach Rolanda Garrosa. Para zakończyła sezon na pierwszym miejscu rankingu Race i obroniła tytuł z turnieju mistrzyń. Obydwie zawodniczki zostały jednoczesnymi liderkami klasyfikacji deblistek (Stosur po raz pierwszy 6 lutego). Doszła do finału w Pradze w grze pojedynczej, półfinału w New Haven i trzykrotnie do ćwierćfinałów. Osiągnęła najlepszy singlowy wynik wielkoszlemowy czwartą rundą Australian Open, gdzie przegrała z Martiną Hingis (pokonała wcześniej Anę Ivanović). W sezonie ograła też Danielę Hantuchovą, Annę Czakwetadze i Lindsay Davenport. Zadebiutowała w czołowej trzydziestce rankingu singlowego.

### 2007
Przegrała w ćwierćfinale w Mondial Australian Women’s Hardcourts 2007 z Dinarą Safiną oraz w drugiej rundzie w Sydney z Jeleną Janković. Także w drugiej rundzie odpadła z Australian Open. Była w ćwierćfinałach w Rakuten Japan Open Tennis Championships i Regions Morgan Keegan Championships and the Cellular South Cup. W turniejach w Indian Wells, Miami i Charleston doszła do trzeciej rundy. Odpadła w pierwszej rundzie w Berlinie i pokonała Amélie Mauresmo w drugiej rundzie w Rzymie (w trzeciej przegrała z Patty Schnyder). W grze podwójnej osiągnęła półfinał Australian Open, razem z Lisą Raymond wygrała turniej w Tokio, Indian Wells, Miami i Berlinie. 8 kwietnia 2007 utraciła prowadzenie w rankingu deblistek (Raymond wystartowała w jednym z turniejów z inną partnerką i zyskała dodatkowe punkty, Stosur w nim nie wzięła udziału). Trzecią rundę osiągnęła na kortach Rolanda Garrosa, przegrywając z Nicole Vaidišovą. Wystąpiła też w Wimbledonie, New Haven i US Open, ale tylko w Londynie przeszła pierwszą rundę. Po utracie pierwszego miejsca w rankingu deblistek odniosła razem z Lisą Raymond zwycięstwa w Berlinie i Eastbourne. Na Roland Garros i Wimbledonie dotarły do półfinałów, ale w Nowym Jorku odpadły już w czwartej rundzie. Ewidentnie Amerykanka i Australijka straciły tytuł najlepszych w sezonie, wyparte przez debel Liezel Huber/Cara Black.
Stosur nie pojawiła się na światowych kortach już do końca roku 2007, zajmując w listopadzie piąte miejsce w gronie deblistek całego świata. Jak się okazało, przyczyną absencji i słabych wyników po Wimbledonie była borelioza, na którą zachorowała tenisistka. Pierwsze objawy w postaci bólu głowy pojawiły się u niej już w lipcu podczas podróży z Nowego Jorku do Tampy. Australijka trafiła do szpitala, gdzie podejrzewano nawet zapalenie opon mózgowych. Treningi wznowiła w grudniu, planując powrót wraz z początkiem 2008 roku. Plany te spaliły jednak na panewce, a na tydzień przed końcem roku Stosur poinformowała, że wycofuje się zarówno z turnieju w Gold Coast, jak i Australian Open.

### 2008
Do rywalizacji powróciła na przełomie kwietnia i maja, startując w dwóch amerykańskich turniejach Międzynarodowej Federacji Tenisowej. W Dothan przegrała w półfinale z Varvarą Lepchenko, a w ćwierćfinale w Charlottesville z Yaniną Wickmayer. W profesjonalnej imprezie w Rzymie przeszła do drugiej rundy, podobnie na kortach Roland Garros. W Birmingham musiała startować w kwalifikacjach, przeszła je, a w drugiej rundzie uległa Katerynie Bondarenko. W Eastbourne awansowała do półfinału, pokonując po drodze Amélie Mauresmo i Caroline Wozniacki. Na Wimbledonie w drugiej rundzie nie dała rady Nicole Vaidišovej.
Od turnieju w Rzymie wznowiła deblową współpracę z Lisą Raymond. W Paryżu przeszły do trzeciej rundy, ulegając Nurii Llagosteri Vives i Maríi José Martínez Sánchez. W Londynie doszły do finałowej rozgrywki, w której przegrały z duetem sióstr Williams. Wcześniej wyeliminowały liderki rankingu, Black i Huber oraz trzecią parę turnieju, Peschke i Stubbs.
Wraz z Bobem Bryanem wygrała grę mieszaną Wimbledonu. W drodze do finału pokonali trzy wysoko rozstawione miksty, Huber i Murray, Dechy i Ram oraz Black i Hanley.
Na Igrzyskach Olimpijskich w Pekinie wraz z Rennae Stubbs odpadła już w 2. rundzie. Zdecydowanie bardziej zgrany zespół stworzyła z Raymond. Kolejny występ i kolejny finał wielkoszlemowego turnieju – w US Open przegrały dopiero z deblem Black/Huber 3-6 6-7(6).
W singlu z bardziej znaczących występów trzeba wymienić półfinał w Eastbourne (przegrany z Nadieżdą Pietrową), ćwierćfinał w Stanford i finał w Seulu (uległa Marii Kirilenko).

### 2009
W roku 2009 Stosur zdecydowanie postawiła na występy singlowe, chociaż w deblu radziła sobie bardzo dobrze. Razem z Rennae Stubbs była w finale Eastbourne, Wimbledonu (również przegrana z siostrami Williams), Toronto i półfinale US Open. Te wyniki pozwoliły deblowi Stosur/Stubbs wystąpić w Sony Ericsson Championships, gdzie przegrały pierwszy mecz z deblem Black/Huber.
Singiel, który od tego sezonu stał się dla Stosur sprawą priorytetową, przyniósł jej kilka znaczących sukcesów i pozwolił zakończyć rozgrywki na miejscu nr 13 w rankingu światowym. Australijka była w trzeciej rundzie Australian Open, ćwierćfinale Miami (wygrana m.in. z Dinarą Safiną, ówczesnym numerem 2. cyklu), półfinale Rolanda Garrosa (pierwszy raz dotarła do takiej fazy w turnieju Wielkiego Szlema), 3. rundzie Wimbledonu, półfinale Stanford, finale Los Angeles, ćwierćfinale Toronto oraz 2. rundzie US Open. Na sam koniec sezonu odniosła swoje pierwsze turniejowe zwycięstwo w Osace, pokonując w półfinale Caroline Wozniacki, a w finale Francescę Schiavone 7:5, 6:1.

### 2010
W 2010 roku w deblu zdecydowała się występować z Nadieżdą Pietrową. Współpraca ta przyniosła wyniki w postaci finału Indian Wells, Miami oraz trzecich rund na kortach im. Rolanda Garrosa i w Wimbledonie. Po turnieju w Londynie Stosur zrezygnowała w tym sezonie z dalszych występów deblowych, by nie obciążać organizmu i skupić się na singlu. Wpływ na tę decyzję miała kontuzja ramienia.
W grze pojedynczej rozegrała jak do tej pory najlepszy sezon w karierze. W Australian Open przegrała dopiero w 4. rundzie z późniejszą mistrzynią turnieju – Sereną Williams. Następnie począwszy od marcowego Indian Wells (półfinał), aż do turnieju w Eastbourne (również półfinał) nie schodziła poniżej poziomu ćwierćfinału. Spośród licznych udanych występów należy wymienić: wygrany turniej w Charleston, finały w Stuttgarcie (przegrana z Justine Henin) i na kortach Rolanda Garrosa. Ten ostatni wynik jest jej najlepszym do tej pory sukcesem. W drodze do finału Stosur pokonała Justine Henin (przerwała w ten sposób fenomenalną serię 21 zwycięstw z rzędu Belgijki w tym turnieju), Serenę Williams (po dramatycznym meczu z numerem jeden rankingu zwyciężyła 6:2, 6:7(2), 8:6), a w półfinale gładko Jelenę Janković 6:1, 6:2. W walce o tytuł uległa Francesce Schiavone, którą pokonała rok wcześniej w pierwszej rundzie w tym samym turnieju.
Po nieudanym turnieju wimbledońskim (1. runda z późniejszą ćwierćfinalistką Kaią Kanepi) przeniosła się na korty twarde, gdzie zaliczyła półfinał w Stanford i ćwierćfinał San Diego. Następnie zrezygnowała z udziału w turniejach w Cincinnati i Montrealu z powodu kontuzji ramienia. W US Open dotarła do ćwierćfinału, gdzie kolejny raz w tym sezonie przegrała z późniejszą mistrzynią. Tym razem była to Kim Clijsters, z którą przegrała w trzech zaciętych setach. Równie dramatyczny mecz stoczyła rundę wcześniej z Jeleną Diemientjewą. Po 2 godzinach i 40 minutach walki zwyciężyła 6:3, 2:6, 7:6(2).
Wyniki singlowe w sezonie 2010 pozwoliły jej na stałe zagościć w czołowej dziesiątce singlowego rankingu.

### 2011
W kwietniu wygrała w deblu z partnerką Sabine Lisicki turniej Porsche Tennis Grand Prix 2011 w Stuttgarcie.
W 2011 dotarła w singlu do finału w Toronto, gdzie przegrała w finale z Sereną Williams wynikiem 4:6, 2:6. Kilka tygodni później zrewanżowała się Williams, pokonując ją w singlowym finale wielkoszlemowego US Open wynikiem 6:2, 6:3. Było to jej pierwsze mistrzostwo w Wielkim Szlemie w singlu. W 2011 wraz z mistrzynią świata w biegu na 100 metrów przez płotki Sally Pearson była ambasadorką kandydatury Gold Coast do organizacji igrzysk Wspólnoty Narodów w 2018 roku.

### 2012
W sezonie olimpijskim 2012 Stosur osiągnęła dwa finały singlowe: w Ad-Dausze i Moskwie. W tym roku Australijka zanotowała pierwszą rundę Australian Open, półfinał French Open, drugą rundę Wimbledonu i ćwierćfinał US Open w singlu oraz pierwszą rundę French Open i drugą Wimbledonu w deblu. Na igrzyskach olimpijskich osiągnęła pierwszą rundę zawodów, zarówno w grze pojedynczej, jak również w grze podwójnej. Uczestniczyła w Mistrzostwach WTA jako zawodniczka rezerwowa, jednakże po rezygnacji Petry Kvitovej z dwóch ostatnich meczów, Stosur zajęła jej miejsce. Ostatecznie przegrała kolejne dwa mecze z Errani i Szarapową, przez co zajęła ostatnie miejsce w grupie.

### 2013
Sezon 2013 Stosur rozpoczęła od porażek w pierwszej rundzie turniejów w Brisbane i Sydney. W Australian Open z rywalizacji gry pojedynczej i podwójnej odpadła w drugiej rundzie, natomiast w udział w grze mieszanej zakończyła po pierwszym meczu. W lutym osiągnęła ćwierćfinały turniejów WTA Premier Series w Ad-Dausze i Dubaju. Następnie osiągnęła ćwierćfinał w Indian Wells, a mecz o półfinał z Angelique Kerber z powodu kontuzji prawej łydki oddała walkowerem. Z tej też przyczyny w Miami nie zagrała.
Jej kolejny występ miał miejsce w Charleston, gdzie w spotkaniu trzeciej rundy z Eugenie Bouchard skreczowała przy stanie 1:6, 0:2, gdyż nastąpiło odnowienie urazu łydki. W Stuttgarcie i w Madrycie nie wygrała meczu. W Rzymie natomiast osiągnęła ćwierćfinał singla i drugą rundę debla. Na French Open wygrała po dwa mecze w grze pojedynczej i podwójnej. Okres gry na nawierzchni trawiastej rozpoczęła od zawodów w Eastbourne, gdzie przegrała w drugim meczu. Na Wimbledonie awansowała do trzeciej rundy singla, a w deblu odpadła po pierwszym meczu.
Okres przygotowawczy do ostatniego turnieju wielkoszlemowego rozpoczęła w Stanford. W swoim pierwszym meczu uległa Woldze Hawarcowej 2:6, 4:6. Następnie zwyciężyła w Carlsbadzie, odnosząc tym samym czwarty triumf singlowy w karierze. W finale pokonała Wiktoryję Azarankę w dwóch setach. W Toronto i Cincinnati osiągnęła trzecie rundy. Po drugim z tych turniejów rozstała się ze szkoleniowcem, Davidem Taylorem, który trenował ją przez sześć lat. Na US Open przegrała w pierwszej rundzie singla i drugiej debla.
W Tokio Australijka awansowała do trzeciej rundy singla, a w Pekinie przegrała w swoich pierwszych meczach w obu konkurencjach. Udział w Seulu zakończyła triumfem 3:6, 7:5, 6:2 nad Eugenie Bouchard w meczu mistrzowskim gry pojedynczej i finałem w deblu. W Moskwie natomiast awansowała do finału singla, a w deblu odniosła turniejowe zwycięstwo. W turnieju Tournament of Champions wygrała dwa spotkania fazy grupowej, a następnie awansowała do finału, w którym uległa Simonie Halep 2:6, 6:2, 6:2.

### 2014
Sezon 2014 rozpoczęła udziałem w Pucharze Hopmana, w którym Australia zajęła ostatnie miejsce w grupie z trzema porażkami na koncie. W Hobart Stosur awansowała do półfinału. W Australian Open osiągnęła trzecią rundę w grze pojedynczej i drugą w grze podwójnej. W Ad-Dausze wygrała jeden mecz. W Dubaju natomiast zanotowała półfinał debla. W Indian Wells wygrała dwa mecze w grze pojedynczej, a w deblu osiągnęła kolejny półfinał. Także trzecią rundę zapisała na swoim koncie w Miami.
Na kortach ziemnych w Charleston Australijka wygrała w jednym spotkaniu. Bez zwycięstwa pozostała w Oeiras. Następnie awansowała do trzecich rund w Madrycie oraz Rzymie. Udział we French Open zakończyła na czwartym pojedynku w singlu i po pierwszym w deblu.
Okres gry na kortach trawiastych rozpoczęła od trzeciej rundy w Birmingham i pierwszej w Eastbourne. Na Wimbledonie zanotowała kolejno: pierwszą rundę gry pojedynczej, trzecią gry podwójnej i finał gry mieszanej. W pojedynku mistrzowskim razem z Nenadem Zimonjiciem pokonali Chan Hao-ching i Maksa Mirnego 6:4, 6:2.
Udział w US Open Series rozpoczęła od pierwszej rundy w Stanford, w której przegrała z Naomi Ōsaką 6:4, 6:7(7), 5:7. W Montrealu i Cincinnati w drugiej rundzie ulegała Serenie Williams. W New Haven awansowała do półfinału, występując w zawodach z dziką kartą. Nie sprostała w nim Petrze Kvitovej. Na US Open pokonała w pierwszej rundzie Lauren Davis 6:1, 6:4, by w kolejnym spotkaniu przegrać z Kaią Kanepi 6:3, 3:6, 6:7(8).
Okres gry na kortach w Azji najwyżej rozstawiona Stosur rozpoczęła od porażki w pierwszej rundzie w Kantonie. W Wuhanie Australijka przegrała w pierwszym meczu z Karolíną Plíškovą 4:6, 4:6. W zawodach WTA Premier Mandatory w Pekinie awansowała do półfinału, pokonując w turnieju Francescę Schiavone, Caroline Wozniacki oraz Alizé Cornet, a także orzymując walkower od Sereny Williams. W półfinale ponownie uległa Kvitovej. Na zakończenie sezony wygrała turniej w Osace, pokonując w meczu mistrzowskim Zarinę Dijas 7:6(7), 6:3.

### 2015
Stosur rozpoczęła sezon 2015 porażką w Brisbane z Varvarą Lepchenko. W Sydney i Australian Open awansowała do drugiej rundy. W pierwszych deblowych zawodach wielkoszlemowych osiągnęła trzecią rundę. W rozgrywkach Grupy Światowej Pucharu Federacji przegrała wszystkie trzy mecze w konfrontacji z Niemcami. W Dubaju Australijka przegrała w drugiej rundzie z Caroline Wozniacki, zaś w Dosze nie wygrała meczu. Zawody w Indian Wells zakończyła na trzeciej rundzie singla i półfinale debla, a w Miami doszła do trzeciej rundy gry pojedynczej i pierwszej rundy gry podwójnej.
Okres gry na nawierzchni ceglanej Stosur rozpoczęła od osiągnięcia drugiej rundy w Charleston, trzeciej w Madrycie i pierwszej w Rzymie. Następnie triumfowała w rozgrywkach w Strasburgu, pokonując w finale Kristinę Mladenovic 3:6, 6:2, 6:3. Na French Open przegrała w trzeciej rundzie z rozstawioną z numerem drugim Mariją Szarapową. W deblu ponownie zanotowała trzecią rundę.
W zawodach rozgrywanych na trawie w Eastbourne Australijka przegrała w swoim pierwszym meczu z Cwetaną Pironkową. Podczas Wimbledonu w trzeciej rundzie przegrała z Coco Vandeweghe 2:6, 0:6. W grze podwójnej osiągnęła drugą rundę.
W Båstad tenisistka wygrała jeden mecz. Kolejny singlowy triumf w zawodach WTA Tour zaliczyła w Bad Gastein, gdzie w meczu mistrzowskim pokonała Karin Knapp 3:6, 7:6(3), 6:2. W Waszyngtonie zanotowała półfinał, przegrywając w nim ze Sloane Stephens w dwóch setach.

### 2016
Australijka zainaugurowała sezon wygranym meczem w Brisbane. W Sydney dotarła do trzeciej rundy. Odpadła już na początku Australian Open.
Stosur powróciła na korty podczas marcowych turniejów rangi WTA Premier Mandatory w Indian Wells i Miami. W pierwszym z nich wygrała seta ze zwyciężczynią obu zawodów Wiktoryją Azaranką, ale w drugim przegrała mecz otwarcia.
Grę na nawierzchniach ceglanych tenisistka zaczęła od zawodów w Charleston, wygrywając dwa mecze. Następnie dotarła do finału w Pradze, gdzie zatrzymała ją dopiero Lucie Šafářová. W Madrycie osiągnęła półfinał, w którym uległa późniejszej triumftorce Simonie Halep. Równie daleko zaszła w wielkoszlemowym French Open, m.in. rewanżując się Rumunce.
Wimbledon i US Open zakończyła na drugiej rundzie, a na igrzyskach olimpijskich przegrała w trzecim meczu ze zdobywczynią srebrnego medalu Angelique Kerber.
Zakończyła rok na 21. miejscu, co jest wynikiem porównywalnym z poprzednimi trzema latami. W deblu wygrała kilka meczów, zajmując 124. pozycję w rankingu.

### 2017
Podczas styczniowych turniejów w swoim rodzinnym kraju nie wygrała ani jednego meczu. W lutym doszła do ćwierćfinału w Tajpej i Dosze, a w Dubaju odniosła jedno zwycięstwo. W marcu po porażce w drugiej rundzie w Indian Wells doszła do czwartej rundy w Miami, gdzie była bliska zwycięstwa z Simoną Halep.

## Życie prywatne
Tenisistka mieszka w Gold Coast. Jest córką Dianne i Tony’ego Stosur. Ma dwóch braci, Daniela i Dominica. Jej hobby to muzyka i zakupy. 16 czerwca 2020 jej partnerka urodziła córeczkę, Genevieve.

## Historia występów wielkoszlemowych
Legenda
     W, wygrany turniej
     F, przegrana w finale
     SF, przegrana w półfinale
     QF, przegrana w ćwierćfinale
     xR, przegrana w x rundzie
     Qx, przegrana w x rundzie kwalifikacji
     A, brak startu
     NH, turniej nie odbył się

### Występy w grze pojedynczej
| Turniej                | 2000 | 2001 | 2002 | 2003 | 2004 | 2005 | 2006 | 2007 | 2008 | 2009 | 2010 | 2011 | 2012 | 2013 | 2014 | 2015 | 2016 | 2017 | 2018 | 2019 | 2020 | 2021 | 2022 | Tytuły | Z–P     |  |
| ---------------------- | ---- | ---- | ---- | ---- | ---- | ---- | ---- | ---- | ---- | ---- | ---- | ---- | ---- | ---- | ---- | ---- | ---- | ---- | ---- | ---- | ---- | ---- | ---- | ------ | ------- |  |
| Australian Open        | Q1   | Q1   | 1R   | 3R   | 2R   | 1R   | 4R   | 2R   | A    | 3R   | 4R   | 3R   | 1R   | 2R   | 3R   | 2R   | 1R   | 1R   | 1R   | 1R   | 1R   | 2R   | 2R   | 0 / 20 | 20 – 20 |  |
| French Open            | A    | A    | A    | Q1   | 1R   | 2R   | 1R   | 3R   | 2R   | SF   | F    | 3R   | SF   | 3R   | 4R   | 3R   | SF   | 4R   | 3R   | 2R   | A    | A    | A    | 0 / 16 | 40 – 16 |  |
| Wimbledon              | A    | A    | A    | 1R   | 1R   | 1R   | 2R   | 2R   | 2R   | 3R   | 1R   | 1R   | 2R   | 3R   | 1R   | 3R   | 2R   | A    | 1R   | 1R   | NH   | 1R   | A    | 0 / 17 | 11 – 17 |  |
| US Open                | A    | A    | A    | Q2   | 2R   | 1R   | 1R   | 1R   | 1R   | 2R   | QF   | W    | QF   | 1R   | 2R   | 4R   | 2R   | A    | 1R   | 1R   | A    | 1R   | A    | 1 / 16 | 22 – 15 |  |
|                        |      |      |      |      |      |      |      |      |      |      |      |      |      |      |      |      |      |      |      |      |      |      |      |        |         |  |
| Ranking na koniec roku | 682  | 271  | 265  | 153  | 65   | 46   | 29   | 47   | 52   | 13   | 6    | 6    | 9    | 18   | 23   | 27   | 21   | 41   | 72   | 96   | 112  | 378  | 539  | 1 / 69 | 93 – 68 |  |

### Występy w grze podwójnej
| Turniej                | 2000 | 2001 | 2002 | 2003 | 2004 | 2005 | 2006 | 2007 | 2008 | 2009 | 2010 | 2011 | 2012 | 2013 | 2014 | 2015 | 2016 | 2017 | 2018 | 2019 | 2020 | 2021 | 2022 | 2023 | Tytuły | Z–P      |  |
| ---------------------- | ---- | ---- | ---- | ---- | ---- | ---- | ---- | ---- | ---- | ---- | ---- | ---- | ---- | ---- | ---- | ---- | ---- | ---- | ---- | ---- | ---- | ---- | ---- | ---- | ------ | -------- |  |
| Australian Open        | A    | A    | 1R   | 1R   | 2R   | 2R   | F    | SF   | A    | 3R   | 1R   | A    | A    | 2R   | 2R   | 3R   | 2R   | 2R   | A    | W    | 1R   | 1R   | 2R   | 1R   | 1 / 18 | 26 – 17  |  |
| French Open            | A    | A    | A    | A    | 3R   | 3R   | W    | SF   | 3R   | 3R   | 3R   | A    | 1R   | 3R   | 1R   | 3R   | 1R   | 1R   | 2R   | QF   | A    | A    | 3R   | A    | 1 / 16 | 30 – 15  |  |
| Wimbledon              | A    | A    | A    | 2R   | 2R   | SF   | 3R   | SF   | F    | F    | 3R   | F    | 2R   | 1R   | 3R   | 2R   | A    | A    | 1R   | 2R   | NH   | 1R   | 1R   | A    | 0 / 17 | 34 – 17  |  |
| US Open                | A    | A    | A    | 2R   | 3R   | W    | SF   | 3R   | F    | SF   | A    | 1R   | A    | 2R   | A    | 1R   | 2R   | A    | SF   | 1R   | A    | W    | 1R   | A    | 2 / 15 | 36 – 13  |  |
|                        |      |      |      |      |      |      |      |      |      |      |      |      |      |      |      |      |      |      |      |      |      |      |      |      |        |          |  |
| Ranking na koniec roku | 292  | 292  | 131  | 141  | 53   | 2    | 1    | 5    | 14   | 7    | 35   | 33   | 107  | 47   | 67   | 62   | 124  | 98   | 69   | 12   | 31   | 16   | 113  | –    | 4 / 66 | 126 – 62 |  |

### Występy w grze mieszanej
| Turniej         | 2000 | 2001 | 2002 | 2003 | 2004 | 2005 | 2006 | 2007 | 2008 | 2009 | 2010 | 2011 | 2012 | 2013 | 2014 | 2015 | 2016 | 2017 | 2018 | 2019 | 2020 | 2021 | 2022 | 2023 | Tytuły | Z–P     |  |
| --------------- | ---- | ---- | ---- | ---- | ---- | ---- | ---- | ---- | ---- | ---- | ---- | ---- | ---- | ---- | ---- | ---- | ---- | ---- | ---- | ---- | ---- | ---- | ---- | ---- | ------ | ------- |  |
| Australian Open | A    | A    | 1R   | A    | A    | W    | SF   | QF   | A    | A    | A    | A    | A    | 1R   | A    | A    | 2R   | SF   | 2R   | 2R   | 2R   | F    | 2R   | 1R   | 1 / 13 | 22 – 12 |  |
| French Open     | A    | A    | A    | A    | A    | SF   | A    | A    | A    | A    | A    | A    | A    | A    | A    | A    | A    | A    | A    | A    | NH   | A    | QF   | A    | 0 / 2  | 5 – 2   |  |
| Wimbledon       | A    | A    | A    | A    | A    | QF   | QF   | 3R   | W    | QF   | 3R   | 1R   | A    | A    | W    | A    | 1R   | A    | 1R   | 1R   | NH   | 2R   | F    | A    | 2 / 13 | 23 – 10 |  |
| US Open         | A    | A    | A    | A    | A    | QF   | 1R   | A    | 2R   | A    | A    | A    | A    | A    | A    | A    | A    | A    | A    | SF   | NH   | 1R   | QF   | A    | 0 / 6  | 8 – 6   |  |
|                 |      |      |      |      |      |      |      |      |      |      |      |      |      |      |      |      |      |      |      |      |      |      |      |      |        |         |  |
|                 |      |      |      |      |      |      |      |      |      |      |      |      |      |      |      |      |      |      |      |      |      |      |      |      | 3 / 34 | 58 – 30 |  |

## Finały turniejów WTA
| Legenda                     | Legenda |
| --------------------------- | ------- |
| Wielki Szlem                |         |
| Igrzyska olimpijskie        |         |
| WTA Tour Championships      |         |
| WTA Tournament of Champions |         |
| 1988 – 2008                 |         |
| Kategoria I                 |         |
| Kategoria II                |         |
| Kategoria III               |         |
| Kategoria IV                |         |
| Kategoria V                 |         |
| 2009 – 2020                 |         |
| WTA Premier Mandatory       |         |
| WTA Premier 5               |         |
| WTA Premier                 |         |
| WTA International Series    |         |
| WTA 125K series (2012–2020) |         |
| od 2021                     |         |
| WTA 1000 (obowiązkowe)      |         |
| WTA 1000 (nieobowiązkowe)   |         |
| WTA 500                     |         |
| WTA 250                     |         |
| WTA 125                     |         |

### Gra pojedyncza 25 (9–16)
| Końcowy wynik | Nr  | Data                 | Turniej     | Nawierzchnia   | Przeciwniczka       | Wynik finału     |
| ------------- | --- | -------------------- | ----------- | -------------- | ------------------- | ---------------- |
| Finalistka    | 1.  | 8 stycznia 2005      | Gold Coast  | Twarda         | Patty Schnyder      | 6:1, 3:6, 5:7    |
| Finalistka    | 2.  | 15 stycznia 2005     | Sydney      | Twarda         | Alicia Molik        | 7:6(5), 4:6, 5:7 |
| Finalistka    | 3.  | 14 maja 2006         | Praga       | Ceglana        | Szachar Pe’er       | 6:4, 2:6, 1:6    |
| Finalistka    | 4.  | 28 września 2008     | Seul        | Twarda         | Marija Kirilenko    | 6:2, 1:6, 4:6    |
| Finalistka    | 5.  | 9 sierpnia 2009      | Los Angeles | Twarda         | Flavia Pennetta     | 4:6, 3:6         |
| Zwyciężczyni  | 1.  | 18 października 2009 | Osaka       | Twarda         | Francesca Schiavone | 7:5, 6:1         |
| Zwyciężczyni  | 2.  | 18 kwietnia 2010     | Charleston  | Ceglana        | Wiera Zwonariowa    | 6:0, 6:3         |
| Finalistka    | 6.  | 2 maja 2010          | Stuttgart   | Ceglana (hala) | Justine Henin       | 4:6, 6:2, 1:6    |
| Finalistka    | 7.  | 5 czerwca 2010       | French Open | Ceglana        | Francesca Schiavone | 4:6, 6:7(2)      |
| Finalistka    | 8.  | 15 maja 2011         | Rzym        | Ceglana        | Marija Szarapowa    | 2:6, 4:6         |
| Finalistka    | 9.  | 14 sierpnia 2011     | Toronto     | Twarda         | Serena Williams     | 4:6, 2:6         |
| Zwyciężczyni  | 3.  | 11 września 2011     | US Open     | Twarda         | Serena Williams     | 6:2, 6:3         |
| Finalistka    | 10. | 16 października 2011 | Osaka       | Twarda         | Marion Bartoli      | 3:6, 1:6         |
| Finalistka    | 11. | 19 lutego 2012       | Doha        | Twarda         | Wiktoryja Azaranka  | 1:6, 2:6         |
| Finalistka    | 12. | 21 października 2012 | Moskwa      | Twarda (hala)  | Caroline Wozniacki  | 2:6, 6:4, 5:7    |
| Zwyciężczyni  | 4.  | 4 sierpnia 2013      | Carlsbad    | Twarda         | Wiktoryja Azaranka  | 6:2, 6:3         |
| Zwyciężczyni  | 5.  | 13 października 2013 | Osaka       | Twarda         | Eugenie Bouchard    | 3:6, 7:5, 6:2    |
| Finalistka    | 13. | 20 października 2013 | Moskwa      | Twarda (hala)  | Simona Halep        | 6:7(1), 2:6      |
| Finalistka    | 14. | 3 listopada 2013     | Sofia       | Twarda (hala)  | Simona Halep        | 6:2, 2:6, 2:6    |
| Zwyciężczyni  | 6.  | 12 października 2014 | Osaka       | Twarda         | Zarina Dijas        | 7:6(7), 6:3      |
| Zwyciężczyni  | 7.  | 23 maja 2015         | Strasburg   | Ceglana        | Kristina Mladenovic | 3:6, 6:2, 6:3    |
| Zwyciężczyni  | 8.  | 26 lipca 2015        | Bad Gastein | Ceglana        | Karin Knapp         | 3:6, 7:6(3), 6:2 |
| Finalistka    | 15. | 30 kwietnia 2016     | Praga       | Ceglana        | Lucie Šafářová      | 6:3, 1:6, 4:6    |
| Zwyciężczyni  | 9.  | 27 maja 2017         | Strasburg   | Ceglana        | Darja Gawriłowa     | 5:7, 6:4, 6:3    |
| Finalistka    | 16. | 21 września 2019     | Kanton      | Twarda         | Sofia Kenin         | 7:6(4), 4:6, 2:6 |

### Gra mieszana 5 (3–2)
| Końcowy wynik | Nr | Data             | Turniej         | Nawierzchnia | Partner        | Przeciwnicy                   | Wynik finału   |
| ------------- | -- | ---------------- | --------------- | ------------ | -------------- | ----------------------------- | -------------- |
| Zwyciężczyni  | 1. | 30 stycznia 2005 | Australian Open | Twarda       | Scott Draper   | Liezel Huber Kevin Ullyett    | 6:2, 2:6, 10–6 |
| Zwyciężczyni  | 2. | 6 lipca 2008     | Wimbledon       | Trawiasta    | Bob Bryan      | Katarina Srebotnik Mike Bryan | 7:5, 6:4       |
| Zwyciężczyni  | 3. | 6 lipca 2014     | Wimbledon       | Trawiasta    | Nenad Zimonjić | Chan Hao-ching Maks Mirny     | 6:4, 6:2       |
| Finalistka    | 1. | 20 lutego 2021   | Australian Open | Twarda       | Matthew Ebden  | Barbora Krejčíková Rajeev Ram | 1:6, 4:6       |
| Finalistka    | 2. | 7 lipca 2022     | Wimbledon       | Trawiasta    | Matthew Ebden  | Desirae Krawczyk Neal Skupski | 4:6, 3:6       |

## Występy w Turnieju Mistrzyń

### W grze pojedynczej
| Rok  | Rezultat     | Przeciwniczka                | Wynik                  |
| 2010 | Półfinał     | Kim Clijsters                | 6:7(3), 1:6            |
| 2011 | Półfinał     | Petra Kvitová                | 7:5, 3:6, 3:6          |
| 2012 | Faza grupowa | Sara Errani Marija Szarapowa | 3:6, 6:2, 0:6 0:6, 3:6 |

### W grze podwójnej
| Rok  | Rezultat     | Partnerka     | Przeciwniczki                                                                                | Wynik                                         |
| 2005 | Zwycięstwo   | Lisa Raymond  | Cara Black Rennae Stubbs                                                                     | 6:7(7), 7:5, 6:4                              |
| 2006 | Zwycięstwo   | Lisa Raymond  | Cara Black Rennae Stubbs                                                                     | 3:6, 6:3, 6:3                                 |
| 2009 | Półfinał     | Rennae Stubbs | Cara Black Liezel Huber                                                                      | 6:3, 6:7(3), 8–10                             |
| 2019 | Półfinał     | Zhang Shuai   | Tímea Babos Kristina Mladenovic                                                              | 6:1, 4:6, 8–10                                |
| 2021 | Faza grupowa | Zhang Shuai   | Nicole Melichar-Martinez Demi Schuurs Darija Jurak Andreja Klepač Shūko Aoyama Ena Shibahara | 2:6, 2:6 7:6(10), 6:7(4), 5–10 4:6, 6:3, 10–7 |

## Występy w Turnieju WTA Tournament of Champions/WTA Elite Trophy

### W grze pojedynczej
| Rok  | Rezultat     | Przeciwniczka                            | Wynik                     |
| 2009 | Faza grupowa | Ágnes Szávay María José Martínez Sánchez | 6:2, 3:6, 6:1 6:7(4), 5:7 |
| 2013 | Finał        | Simona Halep                             | 6:2, 2:6, 2:6             |
| 2016 | Faza grupowa | Johanna Konta Caroline Garcia            | 4:6, 2:6 4:6, 3:6         |

## Występy w igrzyskach olimpijskich

### Gra pojedyncza
| Runda                                                                                   | Przeciwniczka                          | Wynik          |
| --------------------------------------------------------------------------------------- | -------------------------------------- | -------------- |
|                                                                                         |                                        |                |
| Letnie Igrzyska Olimpijskie w Atenach 2004, reprezentując państwo Australia             |                                        |                |
| I runda                                                                                 | Stany Zjednoczone Chanda Rubin [16]    | 2:6, 7:5, 0:6  |
|                                                                                         |                                        |                |
| Letnie Igrzyska Olimpijskie w Pekinie 2008, reprezentując państwo Australia             |                                        |                |
| I runda                                                                                 | Włochy: Sara Errani                    | 6:3, 6:2       |
| II runda                                                                                | Stany Zjednoczone: Serena Williams [4] | 2:6, 0:6       |
|                                                                                         |                                        |                |
| Letnie Igrzyska Olimpijskie w Londynie 2012, reprezentując państwo Australia [5]        |                                        |                |
| I runda                                                                                 | Hiszpania: Carla Suárez Navarro        | 6:3, 5:7, 8:10 |
|                                                                                         |                                        |                |
| Letnie Igrzyska Olimpijskie w Rio de Janeiro 2016, reprezentując państwo Australia [13] |                                        |                |
| I runda                                                                                 | Łotwa: Jeļena Ostapenko                | 1:6, 6:3, 6:2  |
| II runda                                                                                | Japonia: Misaki Doi                    | 6:3, 6:4       |
| III runda                                                                               | Niemcy: Angelique Kerber [2]           | 0:6, 5:7       |
|                                                                                         |                                        |                |
| Letnie Igrzyska Olimpijskie w Tokio 2020, reprezentując państwo Australia               |                                        |                |
| I runda                                                                                 | Kazachstan Jelena Rybakina [15]        | 4:6, 2:6       |

### Gra podwójna
| Runda                                                                              | Partnerka       | Przeciwniczki                                                       | Wynik          |
| ---------------------------------------------------------------------------------- | --------------- | ------------------------------------------------------------------- | -------------- |
|                                                                                    |                 |                                                                     |                |
| Letnie Igrzyska Olimpijskie w Atenach 2004, reprezentując państwo Australia        |                 |                                                                     |                |
| I runda                                                                            | Nicole Pratt    | Włochy: Tathiana Garbin / Roberta Vinci                             | 0:6, 1:6       |
|                                                                                    |                 |                                                                     |                |
| Letnie Igrzyska Olimpijskie w Pekinie 2008, reprezentując państwo Australia        |                 |                                                                     |                |
| I runda                                                                            | Rennae Stubbs   | Czechy: Petra Kvitová / Lucie Šafářová                              | 6:1, 6:0       |
| II runda                                                                           | Rennae Stubbs   | Hiszpania: Anabel Medina Garrigues / Virginia Ruano Pascual [4]     | 6:4, 4:6, 4:6  |
|                                                                                    |                 |                                                                     |                |
| Letnie Igrzyska Olimpijskie w Londynie 2012, reprezentując państwo Australia       |                 |                                                                     |                |
| I runda                                                                            | Casey Dellacqua | Hiszpania: Nuria Llagostera Vives / María José Martínez Sánchez [8] | 4:6, 6:4, 2:6  |
|                                                                                    |                 |                                                                     |                |
| Letnie Igrzyska Olimpijskie w Rio de Janeiro 2016, reprezentując państwo Australia |                 |                                                                     |                |
| I runda                                                                            | Darja Gawriłowa | Szwajcaria: Timea Bacsinszky / Martina Hingis [5]                   | 4:6, 6:4, 2:6  |
|                                                                                    |                 |                                                                     |                |
| Letnie Igrzyska Olimpijskie w Tokio 2020, reprezentując państwo Australia          |                 |                                                                     |                |
| I runda                                                                            | Ellen Perez     | Łotwa: Jeļena Ostapenko / Anastasija Sevastova                      | 4:6, 6:1, 10–5 |
| II runda                                                                           | Ellen Perez     | Rumunia: Monica Niculescu / Raluca Olaru                            | 7:6(3), 7:5    |
| Ćwierćfinał                                                                        | Ellen Perez     | Szwajcaria: Belinda Bencic / Viktorija Golubic                      | 4:6, 4:6       |

### Gra mieszana
| Runda                                                                              | Partner        | Przeciwnicy                                        | Wynik          |
| ---------------------------------------------------------------------------------- | -------------- | -------------------------------------------------- | -------------- |
|                                                                                    |                |                                                    |                |
| Letnie Igrzyska Olimpijskie w Londynie 2012, reprezentując państwo Australia       |                |                                                    |                |
| I runda                                                                            | Lleyton Hewitt | Polska: Agnieszka Radwańska / Marcin Matkowski [4] | 5:7, 3:6       |
| Ćwierćfinał                                                                        | Lleyton Hewitt | Wielka Brytania: Laura Robson / Andy Murray        | 3:6, 6:3, 10–7 |
|                                                                                    |                |                                                    |                |
| Letnie Igrzyska Olimpijskie w Rio de Janeiro 2016, reprezentując państwo Australia |                |                                                    |                |
| I runda                                                                            | John Peers     | Indie: Sania Mirza / Rohan Bopanna [4]             | 5:7, 4:6       |